# Gyula Csikós (Radsportler)
Gyula Csikós (* 5. Juli 1917 in Szeged; † 25. März 2009 in Budapest) war ein ungarischer Radrennfahrer und nationaler Meister im Radsport.

## Sportliche Laufbahn
Csikós war im Straßenradsport und im Bahnradsport aktiv. Er begann mit 17 Jahren mit dem Radsport. Der Zweite Weltkrieg unterbrach seine Laufbahn, er verbrachte drei Jahre an der Front. Nach seiner Rückkehr nach Budapest trat er dem Verein Postás bei. 1947 wurde er in die ungarische Nationalmannschaft berufen. Bei den Balkan-Meisterschaften in Sofia gewann das ungarische Team (Gyula Csikós, Gedeon Ladányi, Béla Nagy, Ferenc Pelvássy) die Mannschaftsverfolgung. Er gewann auch den Sprint, wurde jedoch nach einem Juryentscheid disqualifiziert.
Er gewann seinen ersten nationalen Titel im Bahnradsport 1946, er siegte in der Meisterschaft in der Mannschaftsverfolgung gemeinsam mit Ferenc Pelvássy und Gyula Gere. Diesen Titel konnte er dann bis 1949 verteidigen und 1951 noch einmal gewinnen. Weitere Meistertitel gewann er im Sprint (1948 und 1949), im 1000-Meter-Zeitfahren (1948 und 1950), im Punktefahren (1949) und im Tandemrennen mit Rezső Sásdi (1948). Seine Teilnahme an den Olympischen Sommerspielen scheiterte an bürokratischen Querelen seitens des ungarischen Verbandes (seine Akkreditierung erfolgte zu spät), nachdem er sich sportlich qualifiziert hatte. Auch auf der Straße war er erfolgreich, 1951 gewann er den ungarischen Meistertitel im Straßenrennen vor Pál Kucsera. Er startete für die Vereine Postás und später Dózsa SE.

## Berufliches
Er wurde nach seiner aktiven Karriere Trainer der Bahnfahrer von Dózsa SE und einige Jahre Trainer der ungarischen Nationalmannschaft. Später arbeitete er bei der ungarischen Verkehrspolizei.